# Ginstplattmal
Ginstplattmal (Agonopterix atomella) är en fjärilsart som först beskrevs av Michael Denis och Ignaz Schiffermüller 1775.  Ginstplattmal ingår i släktet Agonopterix. Enligt Dyntaxa ingår Agonopterix i familjen plattmalar, Depressariidae, men enligt Catalogue of Life är tillhörigheten istället familjen praktmalar, (Oecophoridae). Enligt den svenska rödlistan är arten starkt hotad i Sverige. Arten förekommer sällsynt i Skåne och Halland. I övriga Norden är den funnen i Danmark men saknas i Norge och Finland. Artens livsmiljö är hedmarker.

## Bildgalleri

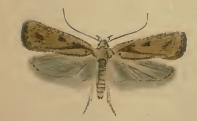
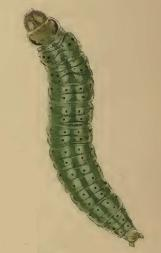
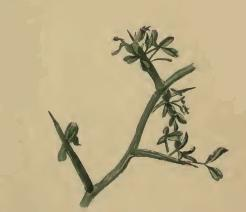